# Измаил (аэропорт)
Международный аэропорт Измаил (укр. Міжнародний аеропорт "Ізмаїл") (IATA: IZL, ICAO: UKOI) — ныне не действующий аэропорт в Одесской области Украины. Единственный аэропорт на Украине, который расположен в городе с населением до 100 тыс. человек. Находится в городе Измаиле (недалеко от границы с Румынией).

## История
Аэропорт был открыт в 1944 году. Сначала он использовался пограничниками, а затем ВВС Черноморского флота. В 1964—1989-х годах использовался как гражданский аэропорт. Обслуживал рейсы в Киев, Симферополь, Одессу, Каменец-Подольский, Черновцы, Львов и Кишинёв. После распада СССР, в 1993—1997 годах аэропорт не работал. В 1997 году он получил статус международного, что и дало ему вторую жизнь. В 2001-м году предприятие было передано в коммунальную собственность города Измаил. Городские власти потратили немало денег на ремонт помещений и выплату задолженностей по заработной плате. В те года обслуживались рейсы в Киев, Стамбул и Варну. В 2007 году обслуживалось 3 рейса в неделю, а зимой 2009 года аэропорт временно прекратил свою работу из-за кризиса.
По состоянию на 2017 год не функционирует и находится в законсервированном состоянии.